# Heinrich Petri
Heinrich Petri, latinisiert Henricus Petri, genannt auch Henric Petri (* 1508 in Basel; † 24. April 1579 in Basel), war  ein Schweizer Buchdrucker und Begründer der Druckerei „Officina Henricpetrina“.

## Leben

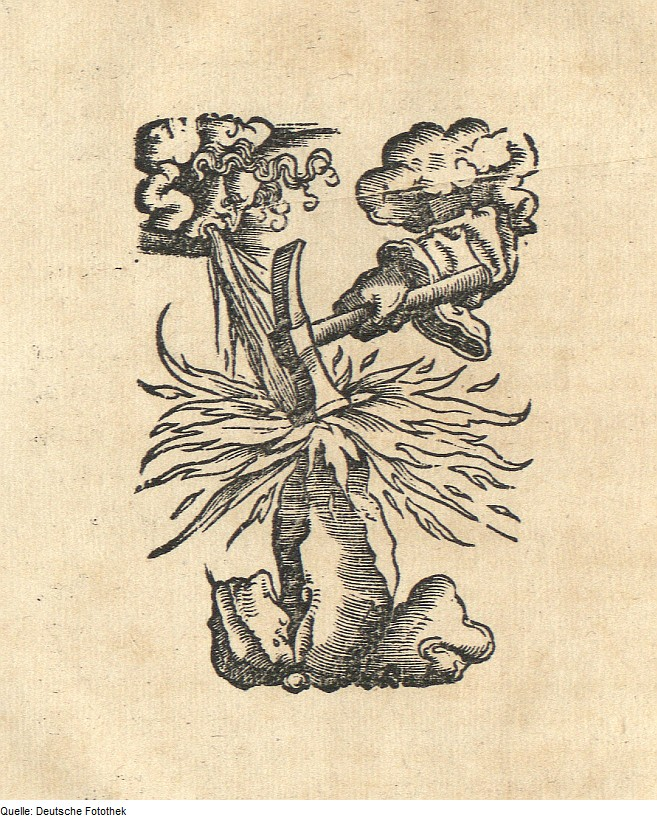
Eines der Druckerzeichen von Heinrich Petri

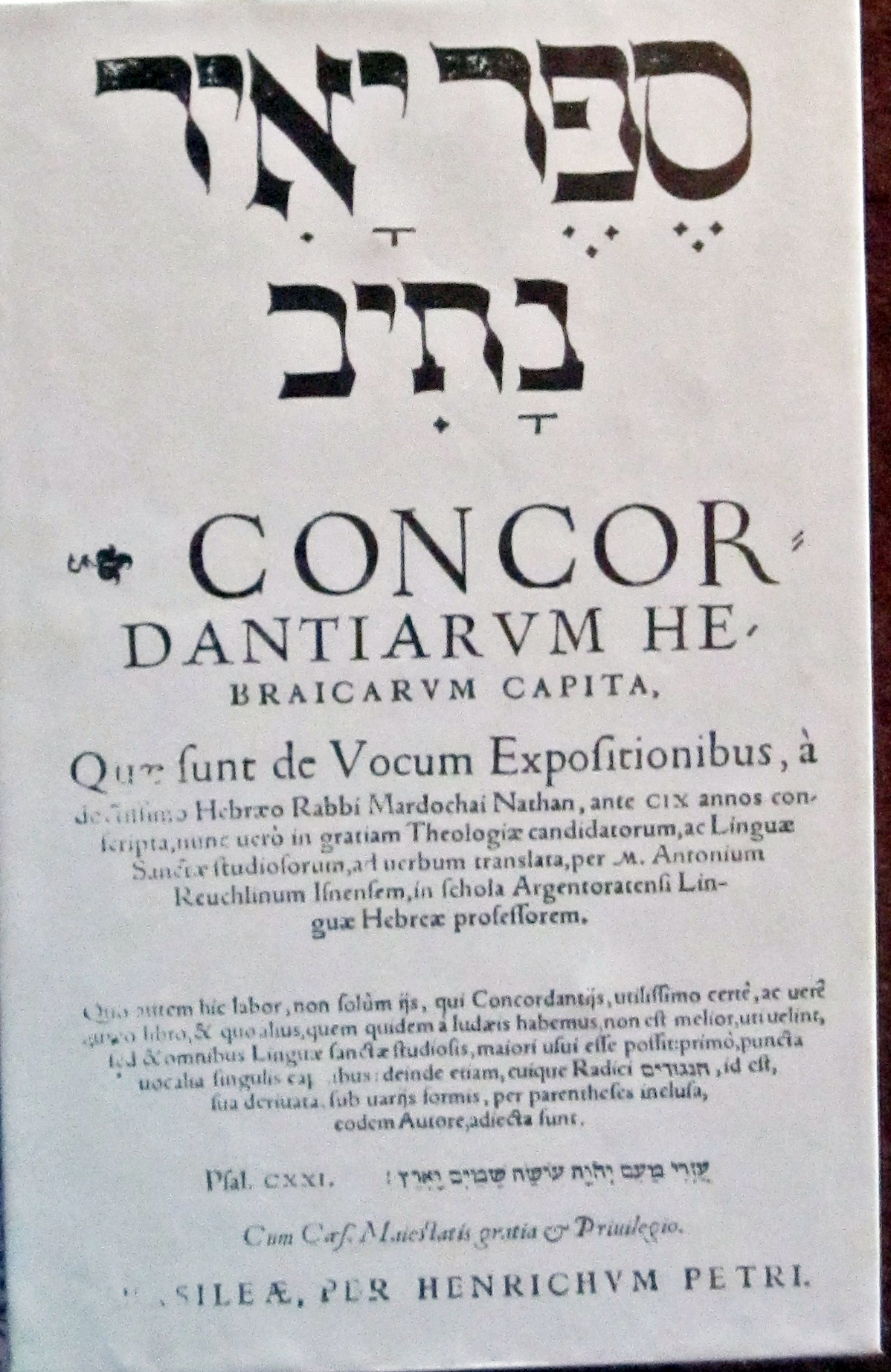
Mardochai Nathan: Concordantiarum Hebraicarum capita. Heinrich Petri, Basel 1556

Heinrich Petri war der jüngste Sohn des Basler Druckers Adam Petri. Vom Wintersemester 1523/1524 an studierte er an der Artistenfakultät in Wittenberg. Als sein Vater im Herbst 1527 erkrankte und dann starb, kehrte er ohne Abschluss nach Basel zurück und übernahm den elterlichen Betrieb. Sein erster Druck ist vom März 1528 datiert (Sedulius Scotus: In omnes epistolas Pauli collectaneum.) Petri heiratete im Jahr der Basler Reformation 1529 eine ehemalige Nonne, Dorothea Hütschy, und als diese an der Pest verstorben war, 1564 Barbara Brand, die Witwe des Druckers Hieronymus Froben. Als Ratsherr war Heinrich Petri Mitglied der Kollegien für kirchliche Fragen und für die Universität. 1556 wurde er von Kaiser Karl V. in den Ritterstand erhoben. Ab 1565 begann er sein Unternehmen Officina Henricpetrina zu nennen, und seine Söhne und deren Nachkommen nahmen dann den Familiennamen Henricpetri an. Von 1569 an arbeiteten die Söhne Sebastian und Sixtus Henricpetri in der Offizin mit, Sebastian führte sie nach dem Tod des Vaters weiter.
Heinrich Petri hat um 500 Drucke produziert. Nachdem seine Mutter um 1529/1530 Sebastian Münster geheiratet hatte, konnte er die Werke dieses vor allem als Hebraist und Kosmograph tätigen Gelehrten herausbringen, unter vielen anderen das ganze hebräische Alte Testament, parallel mit einer neuen Übersetzung gedruckt, die Geographia des Ptolemaeus und die Cosmographia in immer erweiterten Auflagen. Damit wurde er für seine Zeit zum bedeutendsten Drucker von hebräischen Büchern und geographischen Karten. 1536 druckte er die Werke (Opera) von Constantinus Africanus. Weitere Schwerpunkte waren Lexika und die Werke von Gerolamo Cardano. Zu nennen ist auch etwa die zweite Ausgabe des Hauptwerkes von Copernicus. Als Illustratoren beschäftigte er u. a. Conrad Schnitt und Hans Rudolf Manuel.
Das Druckerzeichen Heinrich Petris zeigt in mehreren Varianten einen Felsen, welcher durch einen Hammer aus den Wolken (gemeint ist damit Gottes Wort) gespalten wird oder aus welchem mit diesem Hammer Flammen geschlagen werden.